# Ulrich Schneeweiß
Horst-Ulrich Schneeweiß (* 25. März 1923 in Potsdam; † 22. Dezember 2023 in Berlin) war ein deutscher Mikrobiologe und Immunologe.

## Werdegang
Schneeweiß studierte Medizin, wurde 1952 promoviert und habilitierte sich 1960 an der Humboldt-Universität zu Berlin. Er war ab 1961 als Dozent und ab 1968 als Professor an der Akademie der Wissenschaften der DDR im Bereich der Krebsforschung tätig. Bis 1988 leitete er hier eine Forschungsabteilung.
Er war u. a. Mitglied der European Association for Cancer Research und wurde 1986 in der Sektion Mikrobiologie und Immunologie als Mitglied in die Deutsche Akademie der Naturforscher Leopoldina aufgenommen.

## Veröffentlichungen (Auswahl)
- Gibt es eine für Reihenuntersuchungen geeignete Trockenblutreaktion auf Syphilis? Berlin 1952 (Dissertation an der Humboldt-Universität).
- Standardisierung der Luesserologie unter Berücksichtigung neuartiger antigener Stoffe. Berlin 1959/60 (Habilitationsschrift an der Humboldt-Universität).
- mit Otto Dietz: Die Reihenuntersuchung auf Syphilis mit modernen serologischen Methoden. J. A. Barth, Leipzig 1963.
- mit Wilfried Rohde, Ferdinand Max Gerhard Otto: Grundriss der Impfpraxis. J. A. Barth, Leipzig 1968.
- mit Eva Maria Fabricius: Allgemeine Mikrobiologie: Leitsätze für Studierende und Ärzte. De Gruyter, Berlin 1968; Reprint 2019, ISBN 978-3-11-113809-1.
- mit Eva Maria Fabricius: Spezielle Mikrobiologie: Leitsätze für Studierende und Ärzte. De Gruyter, Berlin 1968; Reprint 2019, ISBN 978-3-11-084307-1; doi:10.1515/9783110843071
- Penicillin: eine medizinhistorische Perspektive. Echo-Verlag, Köln 1999, ISBN 3-926518-85-5.
- mit Eva Maria Fabricius, Willi Schmidt: Tumorforschung am biologischen Modell. Experimentelle und theoretische Grundlagen des Tumor-Tetanus-Phänomens. VEB Fischer, Jena 1980; Reprint: De Gruyter, Berlin/Boston 2019, ISBN 978-3-11-008320-0.